# 3396 Muazzez
3396 Muazzez (A915 TE) là một tiểu hành tinh nằm phía ngoài của vành đai chính được phát hiện ngày 15 tháng 10 năm 1915 bởi M. Wolf ở Heidelberg.